# Cheikh Lô
Cheikh N'Diguel Lô, conocido como Cheikh Lô (Bobo Dioulasso, 12 de septiembre de 1955) es un compositor, cantante y músico multi-instrumentalista senegalés. Su música es mezcla de la música de baile senegalesa conocida como mbalax, con el jazz, la música cubana, la música caribeña, la rumba congoleña y otros estilos africanos.

## Trayectoria
Cheikh Lô nació en Bobo-Dioulasso de padres senegaleses. Creció en un entorno en el que se hablaba francés, wolof y bambara. Desde muy temprana edad, se interesó por la música y escuchaba todos los géneros. Aprendió, de forma autodidacta a tocar la batería y la guitarra. En 1976, entró como percusionista en la Orquesta Volta Jazz donde tocaba música congoleña, cubana y versiones pop de canciones tradicionales diula que influyeron posteriormente en su música. En 1978, Lô se trasladó a Dakar y con el bagaje musical adquirido en Bobo-Dioulasso no le fue difícil trabajar en bandas de mbalax, la música de baile de Senegal, aunque también se familiarizó con la música del Zaire, el makossa de Camerún y el reggae que era lo que se oía en radios y fiestas de la época. Fue batería del cantante senegalés Ouza y de otros músicos. En 1985, se instaló en París donde trabajó como músico de sesión con el congoleño Papa Wemba y con el camerunés Manu Dibango entre otros además de liderar el grupo de ocho músicos, N'Diguel. Cuando volvió a Dakar, grabó con un  sello local su primer éxito, Doxandeme, una canción sobre los inmigrantes senegaleses, que le valió, en 1990, el premio Nouveau Talent como mejor artista revelación en Dakar.
En 1995, el cantante senegalés Youssou N'Dour le produjo, en sus estudios Xippi de Dakar, el disco Né la thiass. La gira de presentación como telonero de N’Dour le dio proyección internacional y comenzó a participar en festivales europeos y estadounidenses. El álbum se publicó en 1996 y en 1997 Lô hizo su  primera gira por Europa con su propia banda recibiendo muy buenas críticas en medios como The Times o The Guardian y ganó el premio de los periodistas musicales europeos al mejor álbum de música del mundo y el premio a Artista masculino más prometedor de África de los Kora All-Africa Music Award. Uno de los temas, Set, un llamamiento a limpiar las calles durante una huelga municipal en Dakar, se difundió por los altavoces de todo el país en una campaña del Ministerio de Sanidad. En 1998 salió de gira por Estados Unidos, como parte de la formación Africa-Fête, que incluía a Salif Keita y Papa Wemba. En 1999 recibió la prestigiosa Ordre National de Merite de Léon de manos del Presidente de Senegal.
En su siguiente disco Bambay Gueej, de 1999, coproducido por N'Dour y Nick Gold, mezcló sonidos de Burkina Faso, Malí, Congo, Cuba, reggae y funk africano y contó con la voz de Oumou Sangaré. Tras la publicación en 2005 de Lamp Fall, donde incorporó ritmos upbeat brasileños, groove senegalés y funk, Lô se retiró a Dakar y estuvo un tiempo tocando con su propia banda en el circuito local hasta que en 2010 lanzó un disco en acústico, Jamm, que le afianzó como uno de los grandes músicos senegaleses.
Lô es experto en mezclar ritmos africanos como afrobeat, soukous, mbalax, makossa o blues mandinga con los de otra procedencia como salsa, rumba o reggae. Canta en wolof, inglés y francés y han colaborado con él, además de Oumou Sangaré, artistas como Flavia Coelho o Adiouza. Por su parte, ha aceptado solicitudes de colaboración de músicos como Ibrahim Ferrer con el que cantó en el año 2000 el tema Choco's Guajira, del álbum Chanchullo del pianista cubano Rubén González. En 2002, fue invitado por la asociación ReD Hot a participar en el álbum de homenaje a Fela Kuti, Red Hot + Riot : A Tribute to Fela Kuti, donde interpretó en solitario Shakara / Lady, Pt. 1 y en colaboración con Les Nubians, Manu Dibango y Chateau Flight el tema Shakara / Lady, Pt. 2. Los fondos recaudados se destinaron a la lucha contra el VIH/sida. Ha participado en festivales a lo largo de todo el mundo como el australiano WOMADelaide, North Sea Jazz, Fuerteventura en música,Womad, Jazz Fest Sarajevo, Celtic Connections,Sziget,Pirineos Sur, Boreal o FIGAS.
Dedica su música y su vida al Baye Fall, una forma específicamente senegalesa del Islam y parte del Muridismo, la mayor hermandad islámica de la rama mística sufí, cuyos miembros llevan camisas de cuadros multicolores y el cabello recogido en largas rastas. Se dice que el propio marabú de Cheikh Lô, Massamba (Maame Massamba N'Diaye), tiene más de 100 años y fue discípulo de Cheikh Ibra Fall, el iniciador del movimiento Baye Fall. Lô lleva su foto en un colgante al cuello. Se reconoce panafricanista.

## Reconocimientos
- En 1990 ganó el premio Nouveau Talent como mejor artista revelación de Senegal.
- En 1997 obtuvo el Premio a Artista masculino más prometedor de África de los Kora All-Africa Music Award.[28]
- En 1999 el presidente de Senegal le concedió la medalla nacional al mérito.[29]
- En 2015 recibió el WOMEX Artist Award.[30]
- 2016 la organización de La Mar de Músicas le otorgó el premio de honor por su carrera profesional y su aportación a la música.[31][32]

## Discografía
1995 - Né la thiass
1996 - Ndogal (cassette)
1999 - Bambay Gueej
1999 - Mbeddemi (cassette)
2005 - Lamp Fall
2010 - Jamm
2015 - Balbalou
2021 - Ayitaria (sencillo)
2022 - Mame Bamba (sencillo)
2022 - Geumoumako (sencillo)